# Brattleboro, Vermont
Brattleboro, Vermont (енгл. Brattleboro) насељено је место без административног статуса у америчкој савезној држави Вермонт.

## Демографија
По попису из 2010. године број становника је 7.414, што је 875 (-10,6%) становника мање него 2000. године.
| Група             | 2000.         | 2010.         |
| Белци             | 7.637 (92,1%) | 6.612 (89,2%) |
| Афроамериканци    | 112 (1,4%)    | 166 (2,2%)    |
| Азијати           | 163 (2,0%)    | 204 (2,8%)    |
| Хиспаноамериканци | 148 (1,8%)    | 220 (3,0%)    |
| Укупно            | 8.289         | 7.414         |